# 16166 Jonlii
16166 Jonlii (2000 AQ84) là một tiểu hành tinh vành đai chính được phát hiện ngày 5 tháng 1 năm 2000 bởi nhóm nghiên cứu tiểu hành tinh gần Trái Đất phòng thí nghiệm Lincoln ở Socorro.